# Alan Whetton
Alan James Whetton (Auckland, 15 dicembre 1959) è un ex rugbista a 15, allenatore di rugby a 15 e conduttore televisivo neozelandese, terza linea ala della provincia di Auckland e degli All Blacks, con cui si laureò campione del mondo nel 1987; insieme a suo fratello Gary costituisce l'unica coppia di gemelli ad avere mai giocato per la Nazionale neozelandese.

## Biografia
Fratello gemello di Gary Whetton, Alan Whetton esordì insieme a questi nella formazione provinciale di Auckland; nel 1981 fu, sempre insieme a suo fratello, nella squadra inglese del West Hartlepool per una stagione.
Esordì negli All Blacks nel 1984 in Bledisloe Cup contro l'Australia; in tale match giocava anche suo fratello e i due divennero la prima, e ad oggi unica, coppia di gemelli a rappresentare la Nuova Zelanda; nel 1986, violando le direttive della Federazione neozelandese, prese parte a un tour non ufficiale in Sudafrica con i New Zealand Cavaliers che costò alla squadra, al ritorno in patria, una sospensione dalla convocazione per le successive due partite internazionali.
Tale stop non gli impedì comunque di tornare in Nazionale e di essere convocato alla Coppa del Mondo di rugby 1987, la prima edizione di tale torneo, che la Nuova Zelanda vinse; quattro anni dopo, alla Coppa del Mondo di rugby 1991 in Inghilterra, quando gli Nuova Zelanda incontrò l'Italia, fu registrata la prima e non ancora eguagliata singolarità di avere due coppie di gemelli in campo, una per squadra (per l'Italia furono i fratelli Cuttitta, Marcello e Massimo).
Agli albori dell'era professionistica, tra il 1996 e il 1999, Whetton fu giocatore-allenatore dei Kōbe Steelers in Giappone e, dopo il ritiro dall'attività agonistica, è divenuto commentatore sportivo televisivo e conduttore radiofonico.

## Palmarès
- Coppe del mondo: 1
Nuova Zelanda: 1987
- National Provincial Championship: 7
Auckland: 1982, 1984, 1985, 1987, 1988, 1989, 1990